# Permisküla
Koordinaten: 59° 5′ N, 27° 47′ O
Permisküla ist ein Dorf (estnisch küla) in der Landgemeinde Alutaguse (bis 2017 Illuka). Es liegt im Kreis Ida-Viru (Ost-Wierland) im Nordosten Estlands.
Das Dorf hat 16 Einwohner (Stand 2011). Es befindet sich direkt an der estnisch-russischen Grenze.

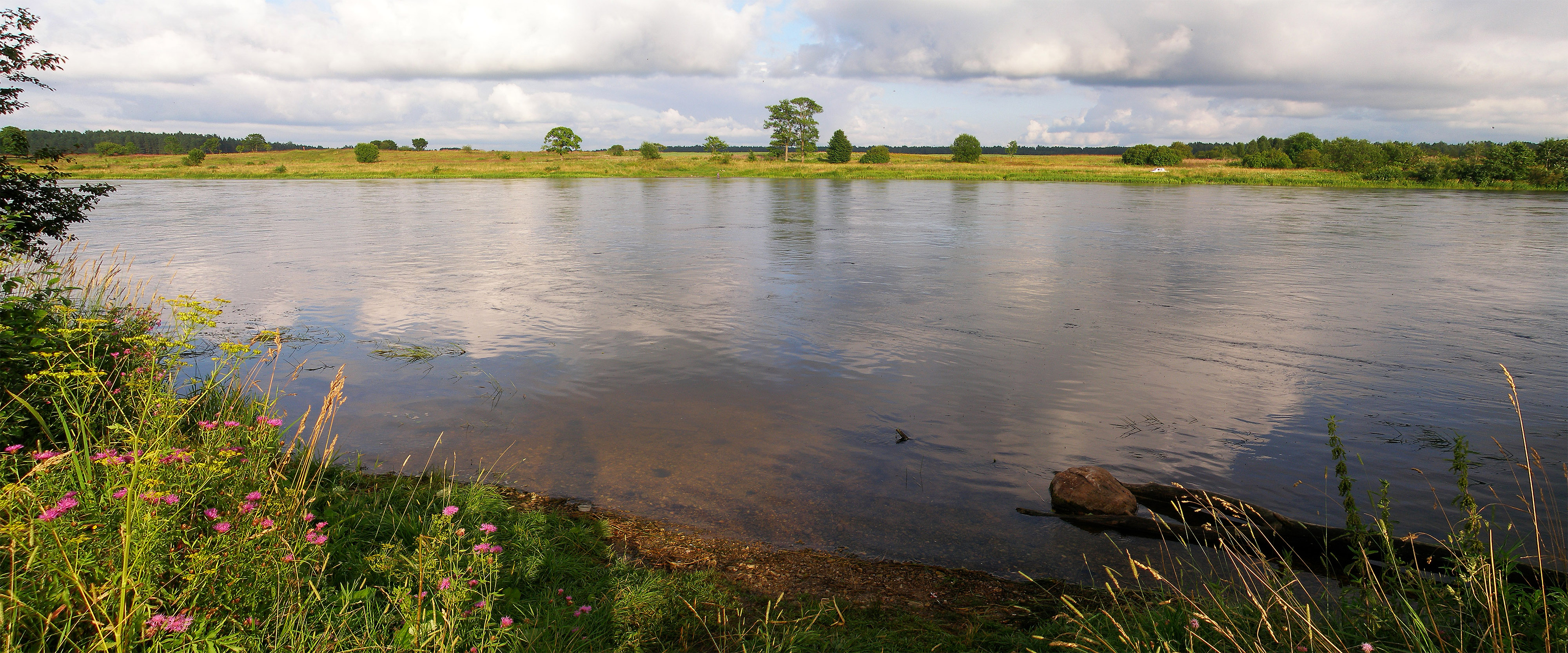
Narva-Fluss bei Permisküla, die Grenze zwischen Estland und Russland